# ナカオサ
株式会社ナカオサは、包装用品、販促用品、事務用品等の製造販売を行っている会社。

## 概要
- 創業　1950年
- 本社（工場）所在地　〒278-0036 千葉県野田市中野台鹿島町37
- 代表取締役社長 仲長 孝
- 資本金2000万円
- 年商20億円

## 沿革
- 1950年　創業
- 1954年　有限会社仲長紙店を興す
- 1960年　株式会社ナカオサに組織変更
- 1962年　ナカオサ印刷株式会社を設立
- 1973年　一貫生産設備の印刷紙器工場の新設
- 1981年　5色オフセット印刷機導入
- 1985年　流通加工業務開始
- 1995年　パッケージプラザ・ナカオサをオープン
- 1996年　UV印刷機・トリミングマシーン・故紙処理機の導入
- 1999年　hhs噴射糊装置付ストレートグルアー導入、また平型殖版機PC-701Ｉ導入
- 2000年　高精度紙器設計、面版加工機導入
- 2001年　自動平盤打抜き機BOBST　SP-103EⅡ導入、新事務所移転
- 2002年　ISO9001：2000認証取得

## 関連会社
- ナカオサ印刷株式会社

## 関連
- 包装
- 印刷